# Leandro dos Santos
Leandro Nascimento dos Santos, surnommé Aracaju, né le 13 janvier 1993 à Aracaju, est un volleyeur brésilien évoluant au poste de central.

## Carrière

### Clubs
Leandro a quitté sa ville natale Aracaju à l'âge de 16 ans, alors qu'il mesurait déjà 1,97 mètres. Il est repéré lors de rencontres scolaires par des superviseurs du São Bernardo qui lui ont proposé de rejoindre leur club, mais en raison de problèmes contractuels, il n'a pas pu signer un contrat. Il rejoint finalement le club de SESI-SP. Il joue pour le club de São Paulo de la saison 2012-2013 à la saison 2017-2018, où il a remporté deux finales de Superliga, en 2013-2014 et 2017-2018.
En 2018, il signe au SESC-RJ et remporte le titre de Campeonato Carioca 2018, et devient finaliste de la Copa Libertadores 2018-2019. En 2019, Aracaju est recruté par Rennes Volley 35. En 2020, il est transféré à Tours Volley-Ball, l'une des équipes majeures du volley français. Il a été finaliste sur la saison 2021-2022 du Championnat de France, de la coupe de France et de la Coupe CEV.
Lors de sa saison 2022-2023 avec le Tours Volley-Ball, il remporte le doublé Coupe-Championnat.

### Sélection nationale
Il a joué pour l'équipe nationale brésilienne dans les catégories jeunes où il a remporté de nombreux titres, dont le Championnat du monde U-23 de 2013 et la Coupe panaméricaine U-23 de 2012. Avec l'équipe masculine, il devient finaliste de la Coupe panaméricaine 2018, où il est battu en finale par l'équipe nationale argentine par 3 sets à 2.
En 2022, il dispute avec le Brésil la ligue des Nations, où il termine à la 6e place.

## Palmarès

### Compétitions de clubs
| Compétitions                  | Distinction                       | Période          |
| ----------------------------- | --------------------------------- | ---------------- |
| Coupe de la CEV               | Médaille d'argent                 | 2022             |
| Championnat de France Ligue A | Médaille d'or · Médaille d'argent | 2025 2023 2022   |
| Coupe de France               | Médaille d'argent                 | 2022             |
| Coupe de France               | Médaille d'or                     | 2023             |
| Brazilian Superliga           | Médaille d'argent                 | 2014, 2018       |
| Brazilian Superliga           | Médaille de bronze                | 2013, 2017       |
| Copa Libertadores             | Médaille d'argent                 | 2019             |
| Brazilian Cup                 | Médaille d'argent                 | 2014, 2017, 2018 |
| Brazilian Cup                 | Médaille de bronze                | 2016             |
| Paulista Championship         | Médaille d'or                     | 2013, 2014       |
| Paulista Championship         | Médaille d'argent                 | 2016, 2017       |
| Paulista Championship         | Médaille de bronze                | 2018             |

### Compétition en équipe nationale
| Compétitions                                               | Distinction        | Période |
| ---------------------------------------------------------- | ------------------ | ------- |
| Championnat du monde                                       | Médaille de bronze | 2022    |
| Coupe panaméricaine                                        | Médaille d'or      | 2015    |
| Coupe panaméricaine                                        | Médaille d'argent  | 2018    |
| Championnat du monde des moins de 23 ans                   | Médaille d'or      | 2013    |
| Championnat du monde des moins de 21 ans                   | Médaille d'argent  | 2013    |
| Championnat d'Amérique du Sud masculin des moins de 21 ans | Médaille d'or      | 2012    |
| Championnat d'Amérique du Sud masculin des moins de 23 ans | Médaille d'or      | 2014    |
| Coupe panaméricaine U19                                    | Médaille d'or      | 2011    |
| Coupe panaméricaine U23                                    | Médaille d'or      | 2012    |

## Clubs
| Période     | Club              |
| ----------- | ----------------- |
| 2012–2018   | SESI-SP           |
| 2018-2019   | SESC-RJ           |
| 2019–2020   | Rennes Volée 35   |
| Depuis 2020 | Tours Volley-Ball |

## Distinctions individuelles
- Meilleur bloqueur du Championnat d'Amérique du Sud masculin des moins de 21 ans : 2022[8]
- Meilleur central du Championnat de France Ligue A : 2021/2022[8]
- Meilleur attaquant du Championnat de France Ligue A : 2019/2020[8]

- Meilleur central de la Coupe Fred Fellay : 2022[8]
- Meilleur attaquant de la Coupe Fred Fellay : 2022[8]